# 로널드 스피어스
로널드 스피어스(Ronald C. Speirs, 1920년 4월 20일 ~ 2007년 4월 11일)는 제2차 세계 대전 도중 101 공수 사단에서 근무한 장교이다. 스피어스는 처음에는 506 낙하산 보병 연대 2대대 D 중대의 소대장이었다. 스피어스는 벌지 전투가 끝나갈 무렵 바스통에서 E 중대를 지휘하게 되었다. 스피어스는 또한 한국에서 보병 중대를 지휘하였으며 나중에는 베를린 슈판다우 감옥의 미국인 교도소장이 되기도 하였다. 스피어스는 유럽 전선에서 대위까지 진급하였으며, 군대에서 전역할 때의 계급은 중령이었다.
HBO/BBC에서 제작한 미니시리즈 밴드 오브 브라더스에서 미국 배우 매슈 세틀이 로널드 스피어스 역을 연기하기도 하였다.

## 어린 시절
스피어스는 1920년 영국 스코틀랜드 에든버러에서 태어났으며, 1924년 12월 26일 가족과 함께 미국 매사추세츠주 보스톤으로 이민갈 때까지 그 곳에서 살았다. 스피어스는 메인주 포트랜드에서 성장하였다. 스피어스는 고등학교 시절에 군사 훈련을 받았는데, 훈련의 내용은 소위로서 보병을 지휘하는 것이었다. 하지만 스피어스는 공수부대원으로 자원하였다. 스피어스는 미국 조지아주 토코아 기지에서 소대 지휘자로 복무하였고, 시카고 작전이 끝나고 얼마 지나지 않아 영국으로 떠났다.

## 제2차 세계대전

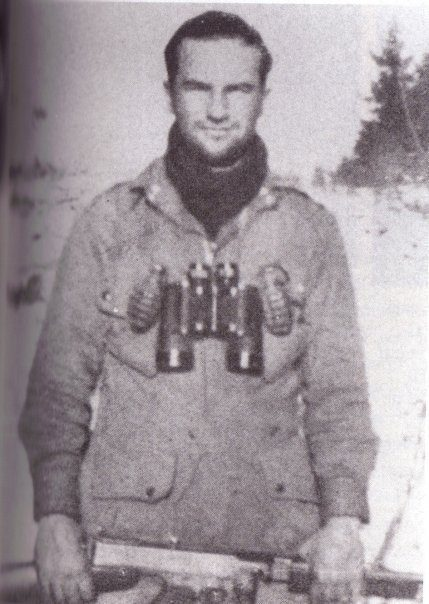
로널드 스피어스

1944년 6월 6일, 스피어스는 노르망디에 강하하였다. (D-데이) 땅에 내린 직후 스피어스는 강하한 다른 전우들을 만났다. 스피어스는 병사들을 규합하여 브레꾸르 마뇨르 전투에서 105mm 곡사포를 무력화하는 것을 도왔다. 조금 뒤, 스피어스가 20여 명 내지는 30여 명의 전쟁 포로들에게 담배와 라이터를 제공한 뒤 죽였다는 소문이 돌기 시작했다. 스피어스는 이 소문에 대해서 마지막까지도 부인하거나 긍정하지도 않았다.
선봉에 서는 이지 중대의 역할 때문에, 도그 중대는 이지 중대만큼 활약을 보이지는 못했다. 그러나, 바스통에서 스피어스와 도그 중대는 끊임없이 많은 진격 작전에 참여하였다. 독일군에게 점령된 벨기에의 포이 마을을 이지 중대가 처음 공격할 때, 노먼 다이크 중위의 빈약한 지휘력으로 인해 난항을 겪게 되자 대대 지휘관 리처드 윈터스 대위는 스피어스에게 다이크를 도와주라고 명령하였다. (스피어스가 선택된 것은 우연이었다. 윈터스는 훗날 스피어스가 마침 그 근처에 있었기 때문에 스피어스에게 그러한 명령을 했다고 회고하였다) 스피어스는 성공적으로 습격 작전을 인계받았고 이지 중대를 승리로 이끌었다. 스피어스는 이지 중대의 지휘관으로 재배치되었으며 이 직위를 전쟁이 끝날 때까지 유지하였다. 전쟁 기간 동안 이지 중대를 지휘한 인물 중에서는 스피어스가 그 기간이 가장 길다.
스피어스는 유럽 전선에서 전역하기에 충분한 전역 점수를 가지고 있었지만, 이지 중대에 남는 것을 택했다. 스피어스와 이지 중대가 태평양 전선으로 전출되기 전, 일본이 히로시마와 나가사키에 가해진 원자폭탄 공격에 의해 항복하였다.

## 대전 이후
스피어스는 부인을 찾아내기 위해 영국으로 돌아갔다. 스피어스의 부인은 전사한 것으로 통보된 영국 군인의 미망인이었는데, 이 영국 군인이 실은 독일군 포로로 잡혀 있었고, 무사히 살아 돌아오자 그녀는 원래 남편에게로 돌아갔던 것이다. 스피어스는 헤게나우 등지에서 노획한 은접시, 술잔, 식기 등을 집으로 보냈었는데, 스피어스의 부인이 명백하게 이들의 노획물들의 소유권을 가지고 있었다. 이후 미국으로 돌아간 스피어스는 육군에 남았으며 한국 전쟁에 참전하였다. 그는 한국전쟁에서 미합중국 육군 공수 187연대에서 소령으로 참전하였으며 1950년 10월20일 평양 북쪽 40km 떨어진 석촌과 순천에 강하 하여 공격하는 임무로 한국전쟁에 첫 작전을 시작하게 되었다. 스피어스 임무의 목표는 30,000명의 북한군 병력을 철수 시키고 이들이 잡아놓은 미국 포로들을 구출하는 역할을 하는 작전이었다. 그 작전에서 공수 187연대는 강하에 성공하였고 철수하려던 북한군의 통로를 막는데는 성공하였지만 포로구출은 실패하게 되고 상부의 평양으로 가라는 명령으로 평양으로 이동하게 된다.
그리고 1951년 1월 군대 기록에 따르면 그는 연대 본부 연락장교로 군무하다가 그를 187연대 3대대장으로 임명되었다.
1951년 3월 23일 미187 공수연대는 토마호크 작전에 참전하게 되고 로널드 스피어스도 작전에 참가하게 되게 187공수 연대는 대한민국 대통령 부대표창을 받게 된다.
한국 전쟁이 끝난 후인 1956년, 스피어스는 러시아어를 공부하였으며 동독 포츠담의 소련 군대의 연락관으로 복무하였다.
1958년, 스피어스는 루돌프 헤스와 같은 나치 전쟁 범죄자들을 수감한 베를린 스팬다우 감옥의 미국인 교도소장이 되었다.1962년, 스피어스는 라오스 군에 파견된 U.S. Mission 프로그램의 일원으로 활약하기도 하였다.비록 이지 중대의 재회합에 매년 참여하지는 못했지만, 스피어스는 몇몇 이지 중대원들과 가끔 만났으며 2001년의 재회합에서는 리처드 윈터스와 함께 만나기도 하였다. 
스피어스는 2007년 4월 11일 죽었다.

## 소문
로널드 스피어스는 제2차 세계대전 도중 전우들 사이에서 전설적인 인물이 되었는데, 왜냐하면 20명~30명 가량의 독일군 전쟁 포로들을 쏴 죽였다는 소문 때문이었다. 이 소문은 스피어스가 전쟁 포로들에게 담배를 주고, 불을 붙여 준 다음, 포로 1명을 제외한 그들 전부를 죽였다는 소문으로 번졌다. 이 소문은 이지 중대의 퇴역 군인들 사이에서 많은 논쟁이 있었으며, 밴드 오브 브라더스의 팬들, 그리고 스티븐 앰브로즈의 책에서도 다음과 같은 논란이 제기되었다.
- 그 일이 실제로 일어났었는가?
- 어디서 그 일이 일었났는가?
- 얼마나 많은 전쟁포로들이 죽었는가?
- 이 일에 대해서 스피어스는 자신의 상급자에게 보고한 일이 있는가?

리처드 윈터스를 포함한 이지 중대의 퇴역 군인들은 그 사건이 일어난 장소를 추측하기도 하였으며, 스피어스는 그 소문이 사실이라고 암시하였지만 더 자세한 얘기를 하지는 않았다. 그렇지만, 만약 사건이 실제로 일어났다 해도 정확한 위치는 확실하지 않다. 도널드 멀라키는 D-데이날 포로들이 모여 있던 장소 근처에서 톰슨 기관총 소리를 들었다고 하지만, 실제로 사건을 목격하지는 못했다고 한다. 윈터스는 바스통에서 그 사건이 일어났다고 들었다. 카우드 립튼은 카렝탕에서 그 일이 일어났다고 주장하였다. 스피어스는 소문들에 대해서 아무 언급도 하지 않았다.
리처드 윈터스는 자신의 자서전 “밴드 오브 브라더스:리처드 윈터스 소령의 회상”에서, 스피어스가 전투 중에 명령에 불복종한 자신의 부대 소속의 중사를 총으로 쏜 일이 있다는 사실을 적시하였다. 윈터스는 특히 중사를 총으로 쏨으로써, 스피어스가 다른 병사들의 생명을 구할 수 있었다는 것을 강조하였다. 또한 윈터스는 반복해서 스피어스를 “타고난 병사” 라고 언급하였으며, 가끔 있던 전장에서의 잘못된 결정에도 불구하고, 스피어스는 윈터스 자신이 큰 기대를 걸었던 매우 뛰어난 전투 지휘관이었다고 진술하였다. 윈터스는 또한, 스피어스가 사건이 있은 후에 자신의 지휘관에게 그 사실을 보고했었다는 사실을 지적하였다. 그러나, 스피어스의 보고를 받은 장교는 다음날 전사하였기 때문에 사실인지 아닌지 확인할 도리는 없다. 윈터스는 그 장교들이 지휘계통상 더 높은 위치에 있었으며, 유능한 야전 장교가 되기 위해 필사적이었기 때문에 스피어스에게 책임을 물을 여유는 없었지 않았을까라고 추측하였다. 스피어스의 지휘 아래에 있던 병사들은 스피어스를 무한히 존경하였지만, 스피어스를 두려워하기도 하였다. 이 사건은 공식적으로는 표면에서 자취를 감추었지만 병사들 사이에서는 전설처럼 전해졌다.

## 같이 보기
- 미국 506 낙하산 보병 연대 E 중대
- 《밴드 오브 브라더스》